# Delito de odio
Los delitos de odio o crímenes de odio tienen lugar cuando una persona o grupo de ellas ataca a otra motivada exclusivamente por su pertenencia a un determinado grupo social, real o percibido, como por ejemplo su raza, etnia, color de piel, discapacidad, idioma, nacionalidad, apariencia física, religión, orientación sexual, identidad de género, afiliación política, etc.
También este tipo de  crímenes pueden ser denunciados a las autoridades

## Conceptualización de los delitos de odio
María Mercedes Gómez define al delito de odio como «una conducta violenta motivada por prejuicios, y su producción y reproducción parecen propias de las sociedades humanas a lo largo de la historia.»
Un ejemplo de esto podría ser el paramilitarismo que intenta establecer el orden donde el Estado no tiene presencia. De igual manera estos actos se han convertido en una forma de "violencia discriminatoria" no solo, como ya se mencionó, contra grupos étnicos sino también muchas veces contra mujeres, siendo estas vistas, según lo plantea Catharine A. Mackinnon en "Feminismo, marxismo, método y Estado: hacia una teoría del derecho feminista", como dominadas por el género masculino. Este es el encargado de medir la igualdad en la ley y por lo tanto será bajo el punto de vista de ellos que se mida la discriminación sexual. Siendo esta medida un tanto subjetiva, se podrían llegar a cometer crímenes de odio contra grupos de mujeres específicos, como lo son las prostitutas, sin que estos sean sancionados de manera indiscriminada sin tener en cuenta ningún prejuicio. Los estados, preocupados por la situación existente antes mencionada, han creado leyes contra la discriminación y, en concreto, han creado estatutos contra los crímenes de odio con el fin de brindar protección especial a los grupos que se ven afectados por estas prácticas violentas. 
Se puede concluir que la conducta violenta o los delitos de odio varían dependiendo del contexto y de los prejuicios que tenga una sociedad específica, pero que de igual manera está presente en todas las sociedades, las cuales ya han ido creando medios para intentar solucionar esta situación. En gran medida, el concepto de delito de odio dependerá de cómo haya decidido un Estado en cuestión fundamentar su sanción: puede ser que haya optado por la protección de determinados colectivos tradicionalmente discriminados (en cuyo caso serían únicamente sancionables como delitos de odio las conductas que produzcan un daño en esos concretos colectivos, o en una persona por su pertenencia a esos colectivos); o puede haber optado por salvaguardar con esa sanción el principio de igualdad entre todos sus ciudadanos sean cuales sean sus condiciones personales (en cuyo caso serían delitos de odio todos aquellos motivados por un prejuicio basado en la intolerancia hacia una condición personal de la víctima, como la etnia o el sexo, sea cual sea esa concreta condición).

## Crímenes de odio desde la perspectiva de la libertad de expresión
La Corte Suprema de los Estados Unidos encontró por unanimidad que el caso R. A. V. v. City of St. Paul equivale a una discriminación basada en el punto de vista que entra en conflicto con los derechos de libertad de expresión, ya que de forma selectiva había criminalizado el discurso motivados por el prejuicio del habla o el lenguaje simbólico, al tiempo que permite utilizar ese mismo discurso para otros temas. Muchos críticos más[¿quién?] aseguran que los crímenes de odio entran en conflicto con un derecho más fundamental: el libre pensamiento. La reclamación es que la legislación de crimen de odio efectivamente hace de ciertas ideas o creencias, incluidas las religiosas, ilegales, es decir, crímenes de pensamiento.
En su libro Crímenes de odio: Derecho Penal y política de la identidad, James B. Jacobs y Kimberly Potter critican la legislación sobre delitos de odio por exacerbar los conflictos entre los grupos. Afirman que mediante la definición de crímenes cometidos por un grupo contra otro, en lugar de ser cometidos por individuos contra su sociedad, el etiquetado de los delitos como "crímenes de odio" hace que determinados grupos se sientan perseguidos por otros, y esta impresión de persecución puede incitar a una reacción violenta y por lo tanto llevar a un aumento real de la delincuencia.
Algunos han argumentado que las leyes de crímenes de odio adaptan la ley del descrédito y, aún más, abren las brechas en la sociedad, debido a que determinados grupos aplicarán dichas leyes para silenciar a sus críticos. Algunos han argumentado que si es cierto que todos los crímenes violentos son el resultado del desprecio del autor para con la víctima, entonces, todos los crímenes son crímenes de odio. Por lo tanto, dependiendo de quién es la víctima, si no existe un fundamento alternativo para procesar a algunas personas más severamente por el mismo delito (por ejemplo, por la sumidad del cargo de la víctima: magnicidio), entonces, los diferentes acusados son tratados desigualmente en virtud de la ley, lo cual viola la Constitución, el derecho a la igualdad y el principio de igualdad ante la ley.